# 共栄駅

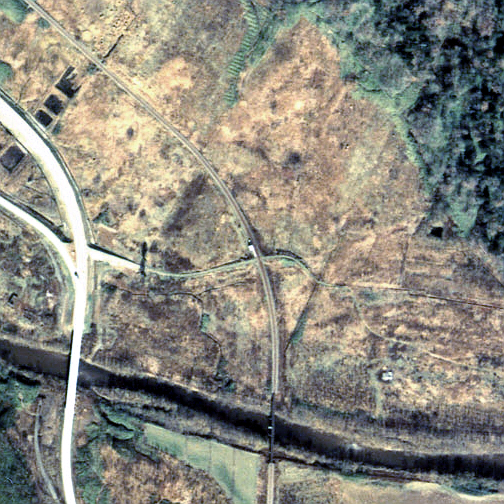
1977年の共栄仮乗降場と周囲約500m範囲。左上が朱鞠内方面。

共栄駅（きょうえいえき）は、北海道（空知支庁）雨竜郡幌加内町字共栄にかつて存在した、北海道旅客鉄道（JR北海道）深名線の駅（廃駅）である。

## 歴史
深名線では1955年（昭和30年）8月9日にレールバス（キハ01形）の運行が開始されたが、それに伴って多数開業した仮乗降場由来の駅の一つである。

### 年表
- 1955年（昭和30年）8月20日：日本国有鉄道（国鉄）深名線の共栄仮乗降場（局設定）として開業[3]。
  - ただし、『幌加内村史』では、同年9月16日工事着手、同年9月23日開業、としている[2]。工事費は10.8万円であった[2]。
- 1987年（昭和62年）4月1日：国鉄分割民営化により、JR北海道に継承[1]。同時に駅に昇格、共栄駅となる[1]。
- 1990年（平成2年）3月10日：営業キロ設定[1]。
- 1995年（平成7年）9月4日：深名線の全線廃止に伴い、廃駅となる[4]。

### 駅名の由来
所在した字名の「共栄」より。「共に栄えよう」という意で名づけたのではないかとされている。

## 駅構造
廃止時点で、単式ホーム1面1線を有する地上駅であった。ホームは線路の西側（名寄方面に向かって左手側）に存在した。分岐器を持たない棒線駅となっていた。
仮乗降場に出自を持つ無人駅となっており、駅舎は無かったがホーム中央部分に待合所を有していた。ホームは木造であった。名寄方（北側）にスロープを有し、駅施設外に連絡していた。冬季は、駅近辺の4戸の住人が交替で除雪を行っていた。

## 利用状況
- 1992年度（平成4年度）の1日乗降客数は0人[5]。

## 駅周辺
- 国道275号（美深国道）
- 雨竜川[6]
- 三十線沢[6]
- ジェイ・アール北海道バス深名線「共栄」停留所

## 駅跡
廃駅後しばらくはホームなどが残っていたが、2000年（平成12年）時点ではすべて撤去され、跡形もなかった。2010年（平成22年）時点でも同様であった。
また、2000年（平成12年）時点では駅跡の朱鞠内方にあった第一雨竜トンネルの坑口が鉄柵で塞がれた状態で残存していた。2010年（平成22年）時点でも同トンネルの坑口は残存し、さらにその先に第5雨竜川橋梁の橋台が残存していた。

## 隣の駅
北海道旅客鉄道
深名線
添牛内駅 - 共栄駅 - 朱鞠内駅
かつて添牛内駅と当駅（当時は仮乗降場）との間に大曲仮乗降場が存在した（1976年（昭和51年）2月1日廃止）。